# عبد الكريم خليفة
عبد الكريم خليفة النسور (1924 - 17 أغسطس 2020) أستاذ أردني في الأدب العربي، رئيس أسبق  لمجمع اللغة العربية الأردني ورئيس أسبق للجامعة الأردنية، له في المكتبة العربية عشرات الكتب في اللغة وآدابها.

## تعليمه
درس الأديب المرحلة الجامعية الأولى في قسم اللغة العربية وآدابها في دار المعلمين ببغداد وتخرج فيها بمرتبة الشرف، ثم انتقل للتدريب في مدرسة الطفيلة عام 1942، بعدها أكمل دراساته العليا في الآداب في جامعة السوربون.

## مسيرته العملية
تدرج في السلم الوظيفي وأصبح رئيس الجامعة الأردنية في الفترة الممتدة بين 1968 و1971. ترأس مجمع اللغة العربية الأردني منذ تأسيسه عام 1976 بصفة غير متفرغ، ومن بعدها متفرغاً منذ العام 1994.
كان الأديب خليفة عضواً في لجنة التعريب والترجمة والنشر الأردنية منذ تأسيسها عام 1961، وشارك في مؤتمرات التعريب كافَّةً، وعدد من المؤتمرات والحلقات العلمية في الوطن العربي.
نشر خليفة عدداً كبيراً من المقالات  والكتب والبحوث العلمية، وكان أولها عام 1949.

## مؤلفاته
- تيسير العربية بين القديم والحديث، مجمع اللغة العربية الأردني، 1986
- اللغة العربية والتعريب، مجمع اللغة العربية الأردني، 1987[3]

## الجوائز
نال عدة أوسمة منها:
- وسام الاستقلال من الدرجة الأولى عام 1971
- وسام التربية الممتاز عام 1978
- وسام الحسين للعطاء المميز من الدرجة الأولى عام 2000
- وسام الكوكب الأردني من الدرجة الأولى عام 2015.

## وفاته
توفي يوم الإثنين 17 أغسطس 2020 عن عمر ناهز 95-96 عامّا.